# Кашина Капра (Бергамо)
Кашина Капра је насеље у Италији у округу Бергамо, региону Ломбардија.
Према процени из 2011. у насељу је живело 14 становника. Насеље се налази на надморској висини од 185 m.